# クリス・ヒューズ
クリス・ヒューズ（Chris Hughes、本名・クリストファー・メリック・ヒューズ、1954年3月3日 - ）は、イギリスのミュージシャン、音楽プロデューサー。

## 経歴
1979年、ブリッツ・ブラザーズ（The Blitz Brothers）のドラマーとして商業デビュー。ダレク・アイ（Dalek I）のアルバム『Compass Kum'pas』で、初めてプロデュースに携わる。すでにこの時点で彼のプロデュースの特徴である「ポップとエレクトロニクスの融合」を見てとることができる。
やがて、アダム&ジ・アンツのドラマーおよび音楽プロデューサーとしてアルバム『アダムの王国』、『プリンス・チャーミング』のプロデュースで注目されるようになった（当時、アーティスト活動時は「メリック」と名乗っていた）。それ以降、プロデュース業に重点を置くようになっていく。特筆すべきは、ティアーズ・フォー・フィアーズの1stアルバム制作への参加。続く2ndアルバム『シャウト』においては、プロデュース・ワークに加え、ヒット曲「ルール・ザ・ワールド」を共作するなど大きく貢献し、「第5のメンバー」とも目される働きをした。
その後も、ロバート・プラント、ポール・マッカートニー、ピーター・ガブリエル、プロパガンダ、ワン・チャン、ハワード・ジョーンズ、エレクトリック・ソフト・パレードといったアーティストのアルバムや楽曲をプロデュースしてきている。最近の代表的な仕事は、スタックリッジのアルバム『A Victory For Common Sence』。
1994年2月に、初のソロ・アルバム『Shift』をリリースした。これはアメリカのミニマル・ミュージックの作曲家・スティーヴ・ライヒをトリビュートする作品となっている。1972年、ヒューズはライヒの代表曲のひとつである「ドラミング」の演奏を見るために、父にロンドンまで連れて行かれた経験があり、ライヒが自分のキャリアに大きな影響を与えてくれたという。

## ディスコグラフィ

### スタジオ・アルバム
- Shift (1994年)
- Eirenic Life (2017年)